# سیارک ۲۷۳۷۳
سیارک ۲۷۳۷۳ (به انگلیسی: 27373 Davidvernon، نامگذاری:2000EM47)۲۷۳۷۳مین سیارک کشف شده‌است که در ۰۹ مارس ۲۰۰۰ کشف شد.